# Jordan Aboudou
Jordan Aboudou, né le 30 janvier 1991 à Colombes (France), est un joueur de basket-ball français. Il mesure 2,01 m et évolue aux postes d'ailier et d'ailier fort. Il est le frère cadet de Lens Aboudou et le frère ainé de Dika Mem, handballeur professionnel.

## Biographie
Issu d'une famille de basketteurs, son père ayant joué au niveau national pendant de longues années, il est un proche de Moustapha Sonko. Son frère ainé Lens Aboudou est basketteur professionnel et son frère cadet Dika Mem est handballeur professionnel. Il joue à l'Élan Chalon, et après quelques matchs en Pro A en 2010-2011, il signe son premier contrat professionnel à l'intersaison 2011.
Présélectionné en équipe de France U20 cependant il n'est pas retenu dans l'équipe qui participe au Championnat d'Europe.
Son premier grand match se déroule le 28 octobre 2011 lors de la victoire chalonnaise à Dijon (77 à 75) où il inscrit 14 points à 100 % de réussite (dont 4 sur 4 à trois points) et 4 rebonds.
Il participe pour la deuxième saison consécutives aux concours de dunk organisé par la LNB durant le All-Star Game à Paris Bercy.
Il est élu « Dunk of the night » en Euroligue à la suite d'un dunk contre les Polonais de Gdynia le 15 novembre 2012.
Contre Boulazac, le 9 février 2013, Il signe son record de points en carrière en LNB avec 17 points et 19 d'évaluation.
Le 27 juin 2013 il n'est pas retenu à la draft.
En 2016, il signe avec l'AS Monaco pour la saison 2016-2017 de Pro A.

## Équipe de France
Le 6 mai 2014, il fait partie de la liste des seize joueurs pré-sélectionnés pour l'équipe de France A' pour effectuer une tournée en Chine et en Italie durant le mois de juin.

## Clubs
- 2009-2014 :  Chalon-sur-Saône (Pro A)
- 2014-2016 :  BCM Gravelines (Pro A)
- 2016-2017 :  AS Monaco (Pro A)
- décembre 2017-2018 :  Fos-sur-Mer (Pro B puis Pro A)
- 2019-2020 :  SLUC Nancy Basket (Pro B)
- 2020-2021 :  JAVCM Vichy-Clermont  (Pro B)
- 2022 :  Dakar Université Club (BAL)
- 2022 :  Chalon-sur-Saône (Pro B)

## Palmarès

### Club
- Champion de France en 2012[6].
- Vainqueur de la Coupe de France 2011[7] et 2012[8].
- Vainqueur de la Semaine des As 2012[9].
- Finaliste de l'EuroChallenge 2012[10].

### Distinctions personnelles
- Élu dans le meilleur 5 espoirs de la LNB 2010-2011
- Élu « Dunk of the night » en Euroleague le 15 novembre 2012.
- Participation aux concours de Dunk du All Star Game 2011 et 2012.